# PHPUnit
PHPUnit — фреймворк для модульного тестування під час розробки ПЗ на PHP. Є представником сімейства фреймворків XUnit на основі пакету SUnit, створеного Кентом Беком. PHPUnit розроблений Себастьяном Бергманом.
PHPUnit був створений з позиції - чим раніше ви виявите помилки в коді, тим швидше ви зможете їх виправити. Як і всі фреймворки модульного тестування PHPUnit використовує твердження для перевірки, що поведінка одиниці тестованого коду поводиться як і очікувалося.
PHPUnit надає програмісту такі можливості:
1. Інструменти для створення модульних тестів і організації їх в ієрархічні набори.
2. Інтерфейс командного рядка для тестування
3. Постачальники даних — генератори для тестування даних для перевірки, як єдиний тест поводиться на різних вхідних даних.
4. Підтримка тестування коду, що використовує базу даних.
5. Можливість тестування винятків.
6. Підтримка так званих фіктивних об'єктів
7. Генератор звітів
8. Інтеграція з інструментом Selenium RC для тестування користувальницьких інтерфейсів